# Дэвис-Томпсон, Полин
Полин Элейн Дэвис-Томпсон (англ. Pauline Elaine Davis-Thompson; род. 9 июля 1966, Нассау) — багамская легкоатлетка. Двукратная чемпионка Олимпийских игр 2000 года, чемпионка мира по лёгкой атлетике.

## Карьера
За спортивную карьеру приняла участие в пяти Олимпийских игр (начиная Играми 1984 года в Лос-Анджелесе и заканчивая Олимпийскими играми 2000 года в Сиднее), но свою первую награду выиграла только в 1996 году, став серебряными призёром в составе эстафеты 4×100 метров. На последних для себя Олимпийских играх в Сиднее, когда ей было 34 года, впервые стала чемпионкой, выиграв в составе эстафеты 4×100 метров, а в 2009 году, после дисквалификации Марион Джонс, была награждена золотой медалью за дистанцию 200 метров.
Дэвис-Томпсон стала единственной спортсменкой, участвовавшая в первых семи чемпионатах мира по лёгкой атлетике. На чемпионате мира 1991 года она впервые вышла в финал в беге на 200 метров, а в 1995 году выиграла свою первую медаль, пробежав дистанцию 400 метров за 49,96 и уступив француженке Мари-Жозе Перек. На чемпионате мира 1999 года в Севилье, стала чемпионкой мира в составе эстафеты 4×100 м.
После завершения спортивной карьеры, в 2003 году была впервые избрана в Женский совет IAAF, а в 2007 году в Совет IAAF.

## Личная жизнь
С 1998 года замужем за ямайским спринтером, участником Олимпийских игр Марком Томпсоном.